# Première circonscription d'Athènes

Situation de la première circonscription d'Athènes

La première circonscription d'Athènes ou Athènes A (en grec Εκλογική περιφέρεια Α΄ Αθηνών) est une circonscription législative de la Grèce. Elle correspond au territoire du dème (municipalité) d'Athènes. Elle compte 486 642 électeurs inscrits en janvier 2015.

## Résultats électoraux

### Historique
La circonscription a été créée en 1958, par scission avec la deuxième circonscription d'Athènes (Athènes B). Circonscription la plus peuplée de Grèce à sa création devant Athènes B, puis 2e en 1974, son importance relative décroît pour la classer aujourd'hui 4e, derrière Thessalonique A et l'Attique. Dotée de 22 sièges en 1974, et 17 en 2012, elle n'élit que 14 députés en 2015.
| Année          | 1er parti | 1er parti | 1er parti | 2e parti      | 2e parti      | 2e parti      | 3e parti                                 | 3e parti                                 | 3e parti                                 | 4e parti         | 4e parti         | 4e parti         | 5e parti     | 5e parti     | 5e parti     |
| -------------- | --------- | --------- | --------- | ------------- | ------------- | ------------- | ---------------------------------------- | ---------------------------------------- | ---------------------------------------- | ---------------- | ---------------- | ---------------- | ------------ | ------------ | ------------ |
| 1963           | EK        | EK        | EK        | ERE           | ERE           | ERE           | EDA                                      | EDA                                      | EDA                                      | KP (en)          | KP (en)          | KP (en)          | Indépendants | Indépendants | Indépendants |
| 1963           | 128 955   | 39,45 %   | 8         | 124 245       | 38,01 %       | 8             | 61 030                                   | 18,67 %                                  | 3                                        | 11 989           | 3,67 %           | 0                | 644          | 0,20 %       | 0            |
| 1964           | EK        | EK        | EK        | ERE - KP (en) | ERE - KP (en) | ERE - KP (en) | EDA                                      | EDA                                      | EDA                                      | Indépendants     | Indépendants     | Indépendants     |              |              |              |
| 1964           | 146 440   | 46,18 %   | 9         | 115 950       | 36,56 %       | 7             | 54 392                                   | 17,15 %                                  | 3                                        | 349              | 0,11 %           | 0                |              |              |              |
| 1974           | ND        | ND        | ND        | EK-ND (en)    | EK-ND (en)    | EK-ND (en)    | Union de la gauche (en) (KKE-KKE(i)-EDA) | Union de la gauche (en) (KKE-KKE(i)-EDA) | Union de la gauche (en) (KKE-KKE(i)-EDA) | PASOK            | PASOK            | PASOK            | EDE (en)     | EDE (en)     | EDE (en)     |
| 1974           | 210 085   | 54,02 %   | 13        | 78 208        | 20,11 %       | 5             | 49 528                                   | 12,73 %                                  | 2                                        | 45 432           | 11,68 %          | 2                | 4 721        | 1,21 %       | 0            |
| 1977           | ND        | ND        | ND        | PASOK         | PASOK         | PASOK         | KKE                                      | KKE                                      | KKE                                      | EDIK (en)        | EDIK (en)        | EDIK (en)        | EP (en)      | EP (en)      | EP (en)      |
| 1977           | 17 945    | 42,82 %   | 10        | 92 235        | 22,58 %       | 6             | 47 028                                   | 11,51 %                                  | 2                                        | 37 502           | 9,18 %           | 2                | 27 183       | 6,65 %       | 1            |
| 1981           | PASOK     | PASOK     | PASOK     | ND            | ND            | ND            | KKE                                      | KKE                                      | KKE                                      | KKE (intérieur)  | KKE (intérieur)  | KKE (intérieur)  | KP (en)      | KP (en)      | KP (en)      |
| 1981           | 188 548   | 44,25 %   | 12        | 146 686       | 34,42 %       | 8             | 53 839                                   | 12,63 %                                  | 2                                        | 13 817           | 3,26 %           | 0                | 9 058        | 2,13 %       | 0            |
| 1985           | ND        | ND        | ND        | PASOK         | PASOK         | PASOK         | KKE                                      | KKE                                      | KKE                                      | KKE (intérieur)  | KKE (intérieur)  | KKE (intérieur)  | EPEN         | EPEN         | EPEN         |
| 1985           | 199 054   | 44,05 %   | 10        | 179 665       | 39,76 %       | 9             | 48 063                                   | 10,64 %                                  | 2                                        | 19 748           | 4,37 %           | 0                | 2 424        | 0,54 %       | 0            |
| Juin 1989      | ND        | ND        | ND        | PASOK         | PASOK         | PASOK         | Synaspismos                              | Synaspismos                              | Synaspismos                              | DIANA (en)       | DIANA (en)       | DIANA (en)       | AKOA         | AKOA         | AKOA         |
| Juin 1989      | 209 270   | 47,87 %   | 11        | 132 525       | 30,31 %       | 6             | 74 306                                   | 17,00 %                                  | 3                                        | 7 309            | 1,67 %           | 1                | 2 364        | 0,54 %       | 0            |
| Novembre 1989  | ND        | ND        | ND        | PASOK         | PASOK         | PASOK         | Synaspismos                              | Synaspismos                              | Synaspismos                              | Écolo. alt. (en) | Écolo. alt. (en) | Écolo. alt. (en) | Kollatos     | Kollatos     | Kollatos     |
| Novembre 1989  | 220 584   | 49,40 %   | 10        | 146 763       | 32,84 %       | 7             | 66 883                                   | 15,00 %                                  | 3                                        | 5 949            | 1,33 %           | 1                | 1 813        | 0,41 %       | 0            |
| 1990           | ND        | ND        | ND        | PASOK         | PASOK         | PASOK         | Synaspismos                              | Synaspismos                              | Synaspismos                              | Écolo. alt. (en) | Écolo. alt. (en) | Écolo. alt. (en) | DIANA (en)   | DIANA (en)   | DIANA (en)   |
| 1990           | 225 839   | 51,33 %   | 12        | 138 753       | 31,54 %       | 6             | 56 956                                   | 12,95 %                                  | 3                                        | 7 052            | 1,60 %           | 0                | 4 653        | 1,06 %       | 0            |
| 1993           | ND        | ND        | ND        | PASOK         | PASOK         | PASOK         | POLAN                                    | POLAN                                    | POLAN                                    | Synaspismos      | Synaspismos      | Synaspismos      | KKE          | KKE          | KKE          |
| 1993           | 187 347   | 42,75 %   | 10        | 166 803       | 38,06 %       | 8             | 28 256                                   | 6,44 %                                   | 2                                        | 28 111           | 6,41 %           | 0                | 21 753       | 4,96 %       | 1            |
| 1996           | ND        | ND        | ND        | PASOK         | PASOK         | PASOK         | Synaspismos                              | Synaspismos                              | Synaspismos                              | KKE              | KKE              | KKE              | DIKKI (en)   | DIKKI (en)   | DIKKI (en)   |
| 1996           | 157 874   | 38,83 %   | 7         | 143 661       | 35,34 %       | 9             | 37 127                                   | 9,13 %                                   | 1                                        | 24 704           | 6,08 %           | 1                | 18 042       | 4,44 %       | 1            |
| 2000           | ND        | ND        | ND        | PASOK         | PASOK         | PASOK         | KKE                                      | KKE                                      | KKE                                      | Synaspismos      | Synaspismos      | Synaspismos      | DIKKI (en)   | DIKKI (en)   | DIKKI (en)   |
| 2000           | 166 064   | 42,36 %   | 9         | 155 860       | 39,76 %       | 8             | 25 648                                   | 6,54 %                                   | 1                                        | 22 144           | 5,65 %           | 1                | 10 596       | 2,70 %       | 0            |
| 2004           | ND        | ND        | ND        | PASOK         | PASOK         | PASOK         | KKE                                      | KKE                                      | KKE                                      | Syriza           | Syriza           | Syriza           | LAOS         | LAOS         | LAOS         |
| 2004           | 209 661   | 44,56 %   | 9         | 171 424       | 36,43 %       | 6             | 32 292                                   | 6,86 %                                   | 1                                        | 27 017           | 5,74 %           | 1                | 13 455       | 2,86 %       | 0            |
| 2007           | ND        | ND        | ND        | PASOK         | PASOK         | PASOK         | KKE                                      | KKE                                      | KKE                                      | Syriza           | Syriza           | Syriza           | LAOS         | LAOS         | LAOS         |
| 2007           | 131 559   | 40,16 %   | 7         | 98 168        | 29,96 %       | 5             | 34 457                                   | 10,52 %                                  | 2                                        | 30 363           | 9,27 %           | 2                | 17 667       | 5,39 %       | 1            |
| 2009           | PASOK     | PASOK     | PASOK     | ND            | ND            | ND            | KKE                                      | KKE                                      | KKE                                      | Syriza           | Syriza           | Syriza           | LAOS         | LAOS         | LAOS         |
| 2009           | 108 215   | 35,52 %   | 8         | 96 725        | 31,75 %       | 5             | 29 109                                   | 9,55 %                                   | 2                                        | 24 306           | 7,98 %           | 1                | 23 118       | 7,59 %       | 1            |
| Mai 2012       | Syriza    | Syriza    | Syriza    | ND            | ND            | ND            | PASOK                                    | PASOK                                    | PASOK                                    | ANEL             | ANEL             | ANEL             | Aube dorée   | Aube dorée   | Aube dorée   |
| Mai 2012       | 55 791    | 19,12 %   | 3         | 46 072        | 15,79 %       | 8             | 28 319                                   | 9,71 %                                   | 1                                        | 26 214           | 8,98 %           | 1                | 25 578       | 8,77 %       | 2            |
| Juin 2012      | ND        | ND        | ND        | Syriza        | Syriza        | Syriza        | PASOK                                    | PASOK                                    | PASOK                                    | Aube dorée       | Aube dorée       | Aube dorée       | DIMAR        | DIMAR        | DIMAR        |
| Juin 2012      | 89 050    | 30,92 %   | 8         | 77 637        | 26,96 %       | 4             | 25 121                                   | 8,72 %                                   | 1                                        | 22 486           | 7,81 %           | 1                | 21 218       | 7,37 %       | 1            |
| Janvier 2015   | Syriza    | Syriza    | Syriza    | ND            | ND            | ND            | Potami                                   | Potami                                   | Potami                                   | Aube dorée       | Aube dorée       | Aube dorée       | KKE          | KKE          | KKE          |
| Janvier 2015   | 95 453    | 33,61 %   | 5         | 85 406        | 30,07 %       | 4             | 20 547                                   | 7,23 %                                   | 1                                        | 20 030           | 7,05 %           | 1                | 17 168       | 6,04 %       | 1            |
| Septembre 2015 | Syriza    | Syriza    | Syriza    | ND            | ND            | ND            | Aube dorée                               | Aube dorée                               | Aube dorée                               | KKE              | KKE              | KKE              | Potami       | Potami       | Potami       |
| Septembre 2015 | 78 431    | 31,55 %   | 4         | 77 360        | 31,12 %       | 4             | 17 192                                   | 6,91 %                                   | 1                                        | 14 483           | 5,83 %           | 1                | 14 252       | 5,73 %       | 1            |

### Élections législatives de mai 2012
La première circonscription d'Athènes élit dix-sept députés en juin 2012.
| Parti                           | Nom                      |
| ------------------------------- | ------------------------ |
| SYRIZA                          | Alexis Tsipras           |
| SYRIZA                          | Zoé Konstantopoulou      |
| SYRIZA                          | Nikolaos Voutsis         |
| Nouvelle Démocratie (ND)        | Olga Kefalogianni        |
| Nouvelle Démocratie (ND)        | Dimitris Avramopoulos    |
| Nouvelle Démocratie (ND)        | Nikitas Kaklamanis       |
| Nouvelle Démocratie (ND)        | Fotini Pipili (en)       |
| Nouvelle Démocratie (ND)        | Vassílios Kikílias       |
| Nouvelle Démocratie (ND)        | Panagiotis Mitarachi     |
| Nouvelle Démocratie (ND)        | Prokopis Pavlopoulos     |
| Nouvelle Démocratie (ND)        | Andréas Psycharis (el)   |
| PASOK                           | Konstantínos Skandalídis |
| Grecs indépendants (ANEL)       | Elena Koundoura          |
| Aube dorée                      | Nikolaos Michaloliakos   |
| Aube dorée                      | Ioannis Vouldis          |
| Parti communiste de Grèce (KKE) | Liana Kanelli            |
| Gauche démocrate (DIMAR)        | Ioannis Panoussis        |

### Élections législatives de juin 2012
La première circonscription d'Athènes élit dix-sept députés en juin 2012.
| Parti                           | Nom                                                                             |
| ------------------------------- | ------------------------------------------------------------------------------- |
| Nouvelle Démocratie (ND)        | Olga Kefalogianni                                                               |
| Nouvelle Démocratie (ND)        | Dimitris Avramopoulos (remplacé par Thanos Plevris le 3 novembre 2014)          |
| Nouvelle Démocratie (ND)        | Nikitas Kaklamanis                                                              |
| Nouvelle Démocratie (ND)        | Fotini Pipili (en)                                                              |
| Nouvelle Démocratie (ND)        | Vassílios Kikílias                                                              |
| Nouvelle Démocratie (ND)        | Panagiotis Mitarachi                                                            |
| Nouvelle Démocratie (ND)        | Prokopis Pavlopoulos                                                            |
| Nouvelle Démocratie (ND)        | Andréas Psycharis (el) (remplacé par Alexandros Moraïtakis le 14 novembre 2014) |
| SYRIZA                          | Alexis Tsipras                                                                  |
| SYRIZA                          | Zoé Konstantopoulou                                                             |
| SYRIZA                          | Nikolaos Voutsis                                                                |
| SYRIZA                          | Maria Bolari                                                                    |
| PASOK                           | Konstantínos Skandalídis                                                        |
| Aube dorée                      | Nikolaos Michaloliakos                                                          |
| Gauche démocrate (DIMAR)        | Ioannis Panoussis                                                               |
| Grecs indépendants (ANEL)       | Elena Koundoura                                                                 |
| Parti communiste de Grèce (KKE) | Liana Kanelli                                                                   |

### Élections législatives de janvier 2015
La première circonscription d'Athènes élit quatorze députés en janvier 2015. Les sièges sont répartis à l'issue d'un scrutin proportionnel plurinominal avec prime majoritaire entre les listes ayant obtenu au moins 3 % des suffrages exprimés au niveau national.

#### Résultats
290 796 électeurs se sont exprimés sur 486 642 inscrits, soit un taux de participation de 59,76 %. Parmi les vingt listes candidates, sept listes obtiennent au moins un siège dans la circonscription.
| Rang | Liste                                         | Nombre de voix | Pourcentage des voix | Nombre de sièges |
| ---- | --------------------------------------------- | -------------- | -------------------- | ---------------- |
| 1    | Coalition de la gauche radicale (SYRIZA)      | +95 423,       | +33,61 %             | +5,              |
| 2    | Nouvelle Démocratie (ND)                      | +85 389,       | +30,07 %             | +4,              |
| 3    | La Rivière (Potami)                           | +20 536,       | +07,23 %             | +1,              |
| 4    | Aube dorée (XA)                               | +20 028,       | +07,05 %             | +1,              |
| 5    | Parti communiste de Grèce (KKE)               | +17 163,       | +06,04 %             | +1,              |
| 6    | Grecs indépendants (ANEL)                     | +12 483,       | +04,4 %              | +1,              |
| 7    | Mouvement socialiste panhellénique (PASOK)    | +09 853,       | +03,47 %             | +1,              |
| 8    | Mouvement des socialistes démocrates (KIDISO) | +06 209,       | +02,19 %             | +0,              |
| 9    | Union des centristes (EK)                     | +04 757,       | +01,68 %             | +0,              |
| 10   | Autres partis                                 | +12 095,       | +04,26 %             | +0,              |

#### Députés
La répartition des sièges au sein de chaque liste élue dépend du nombre de voix obtenues individuellement par chaque candidat, suivant le système du vote préférentiel. Dans la première circonscription d'Athènes, les listes peuvent comporter jusqu'à dix-huit candidats. Les électeurs peuvent exprimer un vote préférentiel pour un maximum de quatre candidats sur la liste pour laquelle ils votent. Les chefs de parti et anciens premiers ministres se voient par défaut attribuer un vote préférentiel pour chaque bulletin.

##### SYRIZA
La liste de la SYRIZA est en tête et obtient cinq sièges.
| Rang | Nom                  | Nombre de voix |
| ---- | -------------------- | -------------- |
| 1    | Aléxis Tsípras       | +95 423,       |
| 2    | Zoé Konstantopoulou  | +44 219,       |
| 3    | Gavriíl Sakellarídis | +39 297,       |
| 4    | Níkos Voútsis        | +23 600,       |
| 5    | Nikólaos Fílis       | +16 344,       |

##### Nouvelle Démocratie
La liste de Nouvelle Démocratie est deuxième et obtient quatre sièges.
| Rang | Nom                | Nombre de voix |
| ---- | ------------------ | -------------- |
| 1    | Olga Kefalogianni  | +49 260,       |
| 2    | Vassílios Kikílias | +44 705,       |
| 3    | Dóra Bakoyánni     | +41 948,       |
| 4    | Nikítas Kaklamánis | +23 073,       |

##### La Rivière
La liste de La Rivière est troisième et obtient un siège.
| Rang | Nom               | Nombre de voix |
| ---- | ----------------- | -------------- |
| 1    | Spyridon Lykoudis | +06 836,       |

##### Aube dorée
La liste d'Aube dorée est quatrième et obtient un siège.
| Rang | Nom                    | Nombre de voix |
| ---- | ---------------------- | -------------- |
| 1    | Nikólaos Michaloliákos | +20 028,       |

##### Parti communiste de Grèce
La liste du Parti communiste de Grèce est cinquième et obtient un siège.
| Rang | Nom           | Nombre de voix |
| ---- | ------------- | -------------- |
| 1    | Liána Kanélli | +10 936,       |

##### Grecs indépendants
La liste des Grecs indépendants est sixième et obtient un siège.
| Rang | Nom             | Nombre de voix |
| ---- | --------------- | -------------- |
| 1    | Élena Koundourá | +06 700,       |

##### Mouvement socialiste panhellénique
La liste du Mouvement socialiste panhellénique est septième et obtient un siège.
| Rang | Nom         | Nombre de voix |
| ---- | ----------- | -------------- |
| 1    | Skandalídis | +05 861,       |

### Élections législatives de septembre 2015
| Rang     | Liste                                    | Voix     | %        | Sièges |
| -------- | ---------------------------------------- | -------- | -------- | ------ |
| 1        | Coalition de la gauche radicale (SYRIZA) | +78 431, | +31,55 % | +4,    |
| 2        | Nouvelle Démocratie (ND)                 | +77 360, | +31,12 % | +4,    |
| 3        | Aube dorée (XA)                          | +17 192, | +06,91 % | +1,    |
| 4        | Parti communiste de Grèce (KKE)          | +14 483, | +05,91 % | +1,    |
| 5        | La Rivière (Potami)                      | +14 252, | +05,73 % | +1,    |
| 6        | PASOK-DIMAR                              | +11 617, | +04,67 % | +1,    |
| 7        | Unité populaire (LAEN)                   | +08 892, | +03,58 % | +0,    |
| 8        | Union des centristes (EK)                | +08 425, | +03,39 % | +1,    |
| 9        | Grecs indépendants                       | +08 381, | +03,37 % | +1,    |
| 10       | Autres partis                            | +09 590, | +03,86 % | +0,    |
|          |                                          |          |          |        |
| Inscrits | Inscrits                                 | 476 108  | 100,00 % |        |
| Votants  | Votants                                  | 253 687  | 53,28 %  |        |
| Exprimés | Exprimés                                 | 248 623  | 98,00 %  |        |
| Nuls     | Nuls                                     | 2 601    | 1,03 %   |        |
| Blancs   | Blancs                                   | 2 463    | 0,97 %   |        |

#### Députés
| Parti                           | Nom                      |
| ------------------------------- | ------------------------ |
| SYRIZA                          | Alexandros Flambouraris  |
| SYRIZA                          | Gavriil Sakellaridis     |
| SYRIZA                          | Nikolaos Voutsis         |
| SYRIZA                          | Nikolaos Filis           |
| Nouvelle Démocratie (ND)        | Olga Kefalogianni        |
| Nouvelle Démocratie (ND)        | Vassílios Kikílias       |
| Nouvelle Démocratie (ND)        | Dóra Bakoyánni           |
| Nouvelle Démocratie (ND)        | Nikitas Kaklamanis       |
| Aube dorée                      | Nikólaos Michaloliákos   |
| Parti communiste de Grèce (KKE) | Liana Kanelli            |
| La Rivière (Potami)             | Spyridon Lykoudis        |
| PASOK                           | Konstantínos Skandalídis |
| Union des centristes (EK)       | Marios Georgiadis        |
| Grecs indépendants (ANEL)       | Elena Koundoura          |

### Sources
- (en)/(el) Cet article est partiellement ou en totalité issu des articles intitulés en anglais « Athens A » (voir la liste des auteurs) et en grec moderne « Εκλογική περιφέρεια Α΄ Αθηνών » (voir la liste des auteurs).

(Certaines sources sont à transcrire depuis les articles anglais et grec)
- Lég. 1963: (el) « Législatives de 1963 », Makedonía, Bibliothèque nationale de Grèce,‎ 16 février 1964, p. 8 (lire en ligne)
- Lég. 1964: (el) « Législatives de 1964 », Makedonía, Bibliothèque nationale de Grèce,‎ 18 février 1964, p. 7 (lire en ligne)
- Lég. 1974: Kostas Digaves, Les élections en Grèce 1844-1985 [« Οι εκλογές στην Ελλάδα 1844-1985 »], Thessalonique, Malliaris Paidia (el),‎ 1986
- Lég. 1977: Kostas Digaves, Les élections de 1977 [« Εκλογές 1977 »], Thessalonique, Barbounakis,‎ 1979
- Lég. 1981: Kostas Digaves, Almanach 1985 [« Αλμανάκ  1985 »], Thessalonique, Barbounakis,‎ 1985
- Lég. 1985: Kostas Digaves, Almanach 1985 [« Αλμανάκ  1986 »], Thessalonique, Barbounakis,‎ 1986
- Lég. juin 1989, nov. 1989 & 1990: G. Anastasakos, G. Voulgaris et I. Nikolakopoulos, Les élections de 1989-1990 [« Εκλογές 1989 - 1990 »], Athènes, Ta Néa,‎ 1990
- Lég. 1993: Collectif, Les élections du 10 octobre 1998 [« Οι εκλογές της 10ης Οκτωβρίου 1993 »], Athènes, To Pontiki (el),‎ 1994
- Lég. à partir de 1996 : (el) « Les élections », sur ypes.gr, Ministère de l'Intérieur de Grèce